# Projet Icare

Le Projet Icare (en anglais, Project Icarus) ou Icare est la suite du Projet Daedalus abandonné en 1978. Initié par la Tau Zero Foundation (nommée ainsi d'après le livre de science fiction du même nom écrit par Poul Anderson) et mené par la British Interplanetary Society, ce nouveau projet a pour objectif de construire une sonde interstellaire capable d'atteindre un système planétaire situé à moins de 15 années-lumière dans le temps d'une vie humaine. Icare occupe depuis 2009 une vingtaine de physiciens, ingénieurs et spécialistes du vol spatial dont le fondateur du projet, le physicien Kelvin Long.

## Caractéristiques de la sonde

### Mode de propulsion
Le projet Icare envisage d'utiliser la propulsion par fusion nucléaire qui « dégage un million de fois plus d'énergie que la combustion chimique » comme le déclare Richard Obousy, physicien membre du projet.
Le combustible serait un mélange deutérium/tritium, ou bien deutérium/hélium 3. Une phase d'accélération de deux ans amènerait le vaisseau autour de 10 % de la vitesse de la lumière.
Une difficulté redoutable à résoudre est la décélération visant à ramener le vaisseau à une vitesse raisonnable lors de son arrivée. 

## Publications
- K.F.Long, M.Fogg, R.Obousy, A.Tziolas, A.Mann, R.Osborne, A.Presby. Project Icarus: son of Daedalus - flying closer to another star. JBIS, 62 No. 11/12, p. 403-416 novembre/décembre 2009.

- P.Galea. Project Icarus: Solar sail technology for the Icarus interstellar mission. Presented in New York at the International Symposium on Solar Sailing 2010.

- I. Crawford Project Icarus: A review of local interstellar medium properties of relevance for space missions to the nearest stars. Acta Astronautica, Accepted Oct 16th 2010.

- K.F.Long, A.Hein, P.Galea, R.Swinney, A.Mann, M.Millis.Project Icarus: Exploring the interstellar roadmap using the icarus pathfinder probe and Icarus starfinder probe - a level on (concept builder) trade study report. Project Icarus Internal Report 2010.

- K.F.Long, R.K.Obousy, A.Hein.Project Icarus: Optimisation of nuclear fusion propulsion for interstellar missions. Presented Prague 61st IAC October 2010.

- P.Galea, R.Swinney.Project Icarus: Mechanisms for enhancing the stability of gravitationally lensed interstellar communications. Presented Prague 61st IAC September 2010.

- R.Swinney, K.Long, P.Galea.Project Icarus: son of Daedalus - flying closer to another star - a technical update and programme review. Presented Prague 61st IAC September 2010. Presented Prague 61st IAC.

- A.Hein, A.Crowl, A.Tziolas.Project Icarus: Architecture development for atmospheric Helium 3 mining of the outer solar system gas planets for space exploration and power generation. Presented Prague 61st IAC September 2010.

- A.Hein, A.Tziolas, R.Osborne. Project Icarus: Stakeholder analysis and prediction of technological maturity of key technologies for the development of the Icarus interstellar probe.Presented Prague 61st IAC September 2010.

- A.C.Tziolas, Project Icarus: Candidate technologies for interstellar propulsion. Presented at the Advanced Space Propulsion Workshop Colorado November 2010.

- R.K.Obousy, K.FLong, A.C.Tziolas, A.Crowl. Project Icarus: A technical review of the Daedalus propulsion configuration and some engineering considerations for the Icarus vehicle. . Presented at the Advanced Space Propulsion Workshop Colorado November 2010.

- J. French, Project Icarus: A Technical Review of Gas Core Nuclear Rocket Engines